# ガルバンゾ (テレビ制作会社)
株式会社ガルバンゾ（GARBANZO）は、東京都渋谷区に所在する制作プロダクション会社。

## 概要
株式会社ケイファクトリーに所属していた高橋史典（代表取締役・プロデューサー）により2023年9月4日に創立。
テレビ番組、CM、配信用動画の制作を主な事業内容としている。

## 制作作品
- 日本医師会広報動画「教えて!日医君 ～冬は特に要注意! ヒートショック～」（2023年11月配信）[4]
- 日本医師会広報動画「教えて!日医君 ～知って欲しい! 有床診療所～」（2023年11月配信）[5]
- 日本医師会広報動画「教えて!日医君 ～絶対ダメ!! オーバードーズ～」（2024年1月配信）[6]
- 日本医師会広報動画「教えて!日医君 ～ＨＰＶワクチン２　知っていますか？ 若い世代に増えている子宮頸がん～」（2024年4月配信）[7]
- 日本医師会広報動画「教えて!日医君 ～大切です！ 医師の働き方改革～」（2024年5月配信）[8]
- 「赤ひげのいるまち ～若い医師たちに働く楽しさを！白浜をベテラン医師が駆ける～」（2024年10月・テレビ和歌山）[9]
- 「赤ひげのいるまち ～読⾕村⺠に愛されたシマナイチャー医師の奮闘記～」（2024年11月・沖縄テレビ）[10]
- 日本医師会広報動画「この冬に子ども達が気をつけたい病気 ①インフルエンザ」（2024年12月配信）[11]
- 日本医師会広報動画「この冬に子ども達が気をつけたい病気 ②マイコプラズマ肺炎」（2024年12月配信）[12]
- 日本医師会広報動画「この冬に子ども達が気をつけたい病気 ③ノロウイルス」（2024年12月配信）[13]